# Maurice Banach
Maurice Banach (Münster, 9 ottobre 1967 – 17 novembre 1991) è stato un calciatore tedesco, di ruolo attaccante.
Morì durante la militanza al Colonia in seguito ad un incidente stradale.

## Palmarès

### Individuale
- Capocannoniere della Zweite Bundesliga: 1

Wattenscheid: 1989-1990 (22 reti)